# Біборцень
Біборцень, Біборцені (рум. Biborțeni) — село у повіті Ковасна в Румунії. Адміністративно підпорядковане місту Бараолт.
Село розташоване на відстані 187 км на північ від Бухареста, 27 км на північ від Сфинту-Георге, 48 км на північ від Брашова.

## Населення
За даними перепису населення 2002 року у селі проживали 775 осіб, з них 771 особа (99,5%) угорців. Рідною мовою 771 особа (99,5%) назвала угорську.